# 龙胜柿
龙胜柿（学名：Diospyros longshengensis）为柿科柿属下的一个种。其种加词“longshengensis”意为“广西龙胜各族自治县的”。